# کمرکولی کشمیری
کمرکولی کشمیری (نام علمی: Sitta cashmirensis) نام یک گونه از تیره کمرکولی است.